# S&P Global Ratings
S&P Global Ratings (S&P) é uma divisão do grupo McGraw-Hill que publica análises e pesquisas sobre bolsas de valores e títulos. É uma das três maiores agências de classificação de risco, ao lado da Moody's e da Fitch Ratings.

## Histórico
A história da Standard & Poor's tem início em 1860, quando Henry Varnum Poor publica o History of Railroads and Canals in the United States. Esse livro foi uma tentativa de compilar o máximo de informações sobre as companhias ferroviárias americanas. Henry Varnum então fundou a H.V. and H.W. Poor Co em parceria com seu filho, Henry William, que passou a publicar edições anuais atualizadas desse livro, divulgando os dados de cada ano.
Em 1906 Luther Lee Blake fundou o Standard Statistics Bureau, tendo em vista o levantamento de informações financeiras sobre companhias não-ferroviárias. Ao invés de uma publicação por ano, a Standard Statistics utilizaria certões 5' x 7', o que permitiria atualizações mais freqüentes.
A companhia tal como é conhecida hoje surgiu em 1941 com a fusão da Poor's Publishing (a companhia sucessora da H.V and H.W Poor Co) com a Standard Statistics, tendo então passado por uma reestruturação que a levou ao atual modelo de negócios .
Em 1966 a S&P foi adquirida pela The McGraw-Hill Companies, se tornando a divisão financeira dessa editora.
Em 1992, a empresa abriu seu primeiro escritório no Brasil. Na América Latina, também tem sedes no México e Argentina.

## Notas de risco

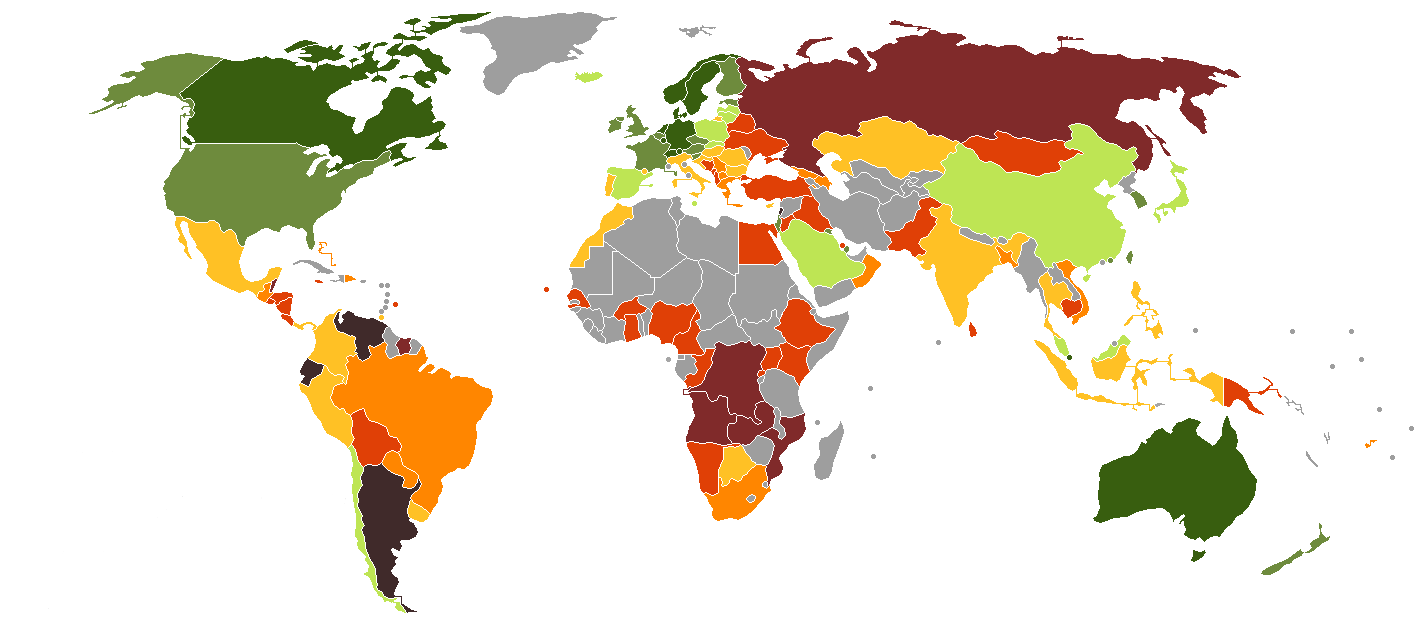
Países ao redor do mundo pela classificação de crédito da Standard & Poor's (S&P), em fevreiro de 2018: